# Santa Maria della Purità (Nápoly)
A Santa Maria della Purità egy nápolyi templom a Via Salvator Rosa mentén. Helyén a XVII. században egy magánkápolnát épített a Porzio család. A templom legértékesebb kincse a főoltár, mely Nicola Maria Rossi alkotása (1720).